# Tilen Debelak
Tilen Debelak (* 31. Mai 1991) ist ein slowenischer Skirennläufer. Er ist auf die Disziplinen Abfahrt und Super-G spezialisiert.

## Biografie
Debelak absolvierte im Februar 2007 erstmals ein FIS-Rennen; im Riesenslalom von Kranjska Gora schied er in Durchgang zwei aus. Im Januar 2010 fuhr Debelak erstmals im Europacup, als er in der Abfahrt von Les Orres 62. wurde. Sein Weltcupdebüt gab Debelak im Dezember 2012; er wurde im Super-G von Beaver Creek 51. und somit Vorletzter. Nach über drei Jahren ohne Weltcuprennen trat er im Februar 2016 im Super-G von Hinterstoder wieder im Weltcup an und konnte 49. werden. In seinem dritten Weltcuprennen im Januar 2017 in der Kombination von Wengen konnte er als 26. erstmals Weltcuppunkte sammeln. Den Kombinationsweltcup 2016/17 beendete er auf dem 38. Platz.

## Erfolge

### Weltcup
- 1 Platz unter den besten 30

### Weltcupwertungen
| Saison  | Gesamt | Gesamt | Kombination | Kombination |
| Saison  | Platz  | Punkte | Platz       | Punkte      |
| ------- | ------ | ------ | ----------- | ----------- |
| 2016/17 | 153.   | 5      | 38.         | 5           |

### Juniorenweltmeisterschaften
- Mont Blanc 2010: 25. Super-G

### Europacup
- 1 Platzierung unter den besten 20

### Weitere Erfolge
- 7 Siege bei FIS-Rennen